# Mario Dary Rivera
Mario René Dary Rivera (Sonsonate, El Salvador, 21 de febrero de 1928 - Guatemala, 15 de diciembre de 1981) fue un biólogo, químico farmacéutico y conservacionista salvadoreño nacionalizado guatemalteco. Fue rector de la Universidad de San Carlos de Guatemala y fundador de la Escuela de Biología en la Facultad de Ciencias Químicas y Farmacia de la misma.
Fue asesinado por grupos guerrilleros en 1981 y en su honor se celebra en Guatemala el «Día del Biólogo» cada 21 de febrero y se le otorgó su nombre al Biotopo para la Conservación del Quetzal.

## Biografía
Dary Rivera nació en Sonsonate una ciudad ubicada en la República de El Salvador, pero cuando tenía pocos años de edad su familia decidió mudarse a Guatemala que fue donde vivió la mayor parte de su vida. 
Ingresó a estudiar bachillerato en ciencias y letras en el Instituto Nacional Central para Varones y luego ingresó a estudiar Química Farmacéutica en la Universidad de San Carlos de Guatemala, título que obtuvo cuando presentó su trabajo de graduación en 1956 titulado «El dieldrín y su determinación toxológica». En realidad él no fue biólogo de profesión, debido a que en ese tiempo no existía tal carrera dentro del a Facultad de Ciencias Químicas y Farmacia, fue hasta 1971 cuando fue creada dicha carrera. Fue Entomólogo del Servicio Nacional de Erradicación de la Malaria en Guatemala entre los años de 1955 a 1964.

## Carrera académica
Como profesional se desempeñó en diferentes cargos dentro de la Universidad de San Carlos de Guatemala. Fue Vicedecano de la Facultad de Ciencias Químicas y Farmacia de 1974 a 1979, además fue integrante del Consejo de Enseñanza Privada Superior de 1972 a 1973. Además, fue director ad honorem del Museo de Historia Natural y del Jardín Botánico de la Universidad y director ad honorem del Parque Nacional Zoológico La Aurora. En 1971 se fundó la Escuela de Biología en la Facultad de Ciencias Químicas y Farmacia de la Universidad de San Carlos de Guatemala a propuesta de él. En 1968 había propuesto la división de la facultad en escuelas (una de ellas la de biología), en 1971 presentó el proyecto formalmente y fue aprobado por la junta directiva el 16 de junio de 1971.
También fue secretario general de la universidad y también de secretario del Consejo Superior Universitario. Fue catedrático de la facultad de farmacia y desarrolló una labor efectiva y dinámica cuando estuvo al frente del Jardín Botánico y en la conservación del Parque Zoológico La Aurora.
Además fue la mente para la creación del Biotopo Universitario para la Conservación del Quetzal en 1976.

### Rector de la Universidad de San Carlos
En 1981 fue electo como rector de la universidad y ejerció como tal durante 6 meses hasta que fue asesinado. Durante ese tiempo impulsó la creación de la Dirección General de Investigación -DIGI-  pues la USAC no contaba con un ente que se dedicara directamente a la investigación y él mantenía una preocupación e por la investigación y la ciencia. Además impulsó otras iniciativas para asegurar la conservación de los recursos naturales de Guatemala, siendo algunas actividades:
- Trabajar en las bases de las leyes relacionadas con medio ambiente en el país.
- Promover la creación del Centro de Estudios Conservacionistas -CECON-.
- Promover la creación del Sistema Universitario de Áreas Protegidas.

## Asesinato
Mario Dary fue asesinado el 15 de diciembre de 1981 a las 17:40 horas enfrente del edificio de Rectoría de la Universidad de San Carlos de Guatemala siendo rector de la universidad. Ese día se comunicó a los medios de comunicación una mujer que aseguró: «matamos a Mario Dary porque era un esbirro del gobierno» y que se identificó como miembro del Comité de Resistencia Popular, el cual sería un nuevo grupo faccioso que salió a la voz pública con dicho asesinato, de esa manera la muerte de Dary fue causada por grupos guerrilleros que no veían en él un aliado dentro de la universidad. Fue asesinado por dos desconocidos que le dispararon a quemarropa, anteriormente ya había sido amenazado de muerte, nunca se esclareció quienes fueron los causantes del ataque. Se ha señalado a la organización Partido Guatemalteco del Trabajo de haber sido el causante de la muerte de Dary.